# Veratrum album
Il veratro bianco (Veratrum album L.) è una pianta rizomatosa tossica, appartenente alla famiglia delle Melanthiaceae.

## Descrizione
Il veratro bianco è una pianta perenne alta fino a 150 cm.
Le foglie sono alterne, verde scuro.
I fiori sono formati da 6 petali e raggruppati in infiorescenze terminali ramificate nella loro metà inferiore.

## Tossicologia
È una pianta tossica sia per l'uomo che per gli animali.
L'ingestione di veratro da parte della vacca gravida può causare alopecia e gravi difetti ossei nel nascituro, quali la palatoschisi.